# نوک‌مومی معمولی
نوک‌مومی معمولی (نام علمی: Estrilda astrild) نام یک گونه از سرده نوک‌مومی است.

## نگارخانه

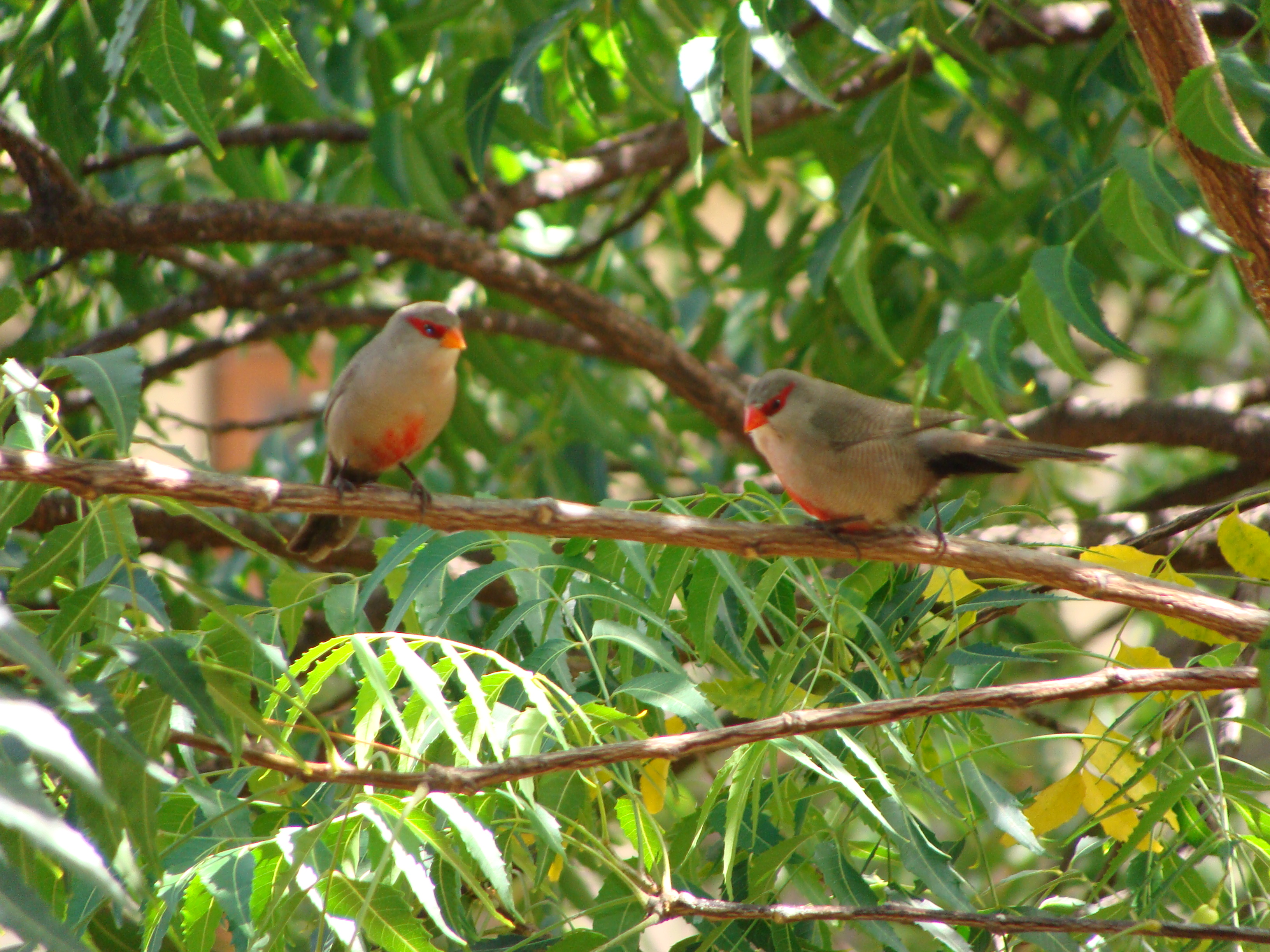
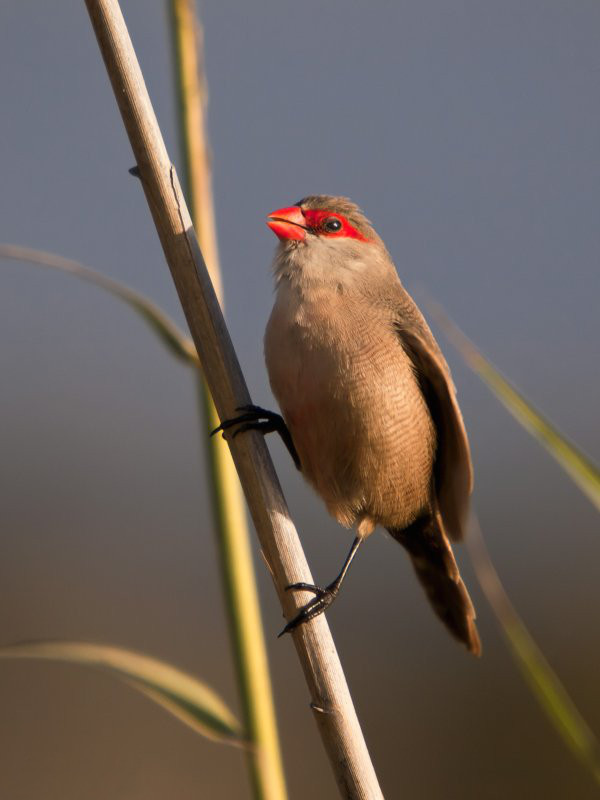